# Tir als Jocs Olímpics d'estiu de 1912
Als Jocs Olímpics de 1912 celebrats a la ciutat d'Estocolm es disputaren 18 proves de tir olímpic, totes elles en categoria masculina.

## Resum de medalles
| Prova                                           | Or | Argent | Bronze |
| Pistola ràpida, 30 metres detalls               | Alfred Lane | Paul Palén | Johan von Holst |
| Pistola 50 m individual detalls                 | Alfred Lane | Peter Dolfen                                                                                                  | Charles Stewart |
| Pistola militar 30 m per equips detalls         | SuèciaEric Carlberg · Vilhelm Carlberg · Johan von Holst · Paul Palén                                              | Imperi RusAmos Kash · Nikolai Melnitsky · Grigori Panteleimonov · Pavel Voyloshnikov                          | Regne UnitHugh Durant · Albert Kempster · Horatio Poulter · Charles Stewart                                               |
| Pistola lliure, 50 m per equips detalls         | Estats UnitsJohn Dietz · Peter Dolfen · Alfred Lane · Henry Sears                                                  | SuèciaErik Boström · Eric Carlberg · Vilhelm Carlberg · Georg de Laval                                        | Regne UnitHugh Durant · Albert Kempster · Horatio Poulter · Charles Stewart                                               |
| Rifle militar, 3 posicions detalls              | Sándor Prokopp | Carl Osburn                                                                                                   | Engebret Skogen |
| Rifle militar per equips detalls                | Estats UnitsHarry Adams · Allan Briggs · Cornelius Burdette · John Jackson · Carl Osburn · Warren Sprout           | Regne UnitHenry Burr · Arthur Fulton · Harcourt Ommundsen · Edward Parnell · James Reid · Edward Skilton      | SuèciaCarl Björkman · Tönnes Björkman · Mauritz Eriksson · Werner Jernström · Hugo Johansson · Bernhard Larsson           |
| Rifle lliure per equips detalls                 | SuèciaCarl Björkman · Erik Blomqvist · Mauritz Eriksson · Hugo Johansson · Gustaf Adolf Jonsson · Bernhard Larsson | NoruegaAlbert Helgerud · Einar Liberg · Østen Østensen · Olaf Sæther · Ole Sæther · Gudbrand Skatteboe        | DinamarcaNiels Andersen · Jens Hajslund · Laurits Larsen · Niels Larsen · Lars Jørgen Madsen · Ole Olsen                  |
| Rifle lliure, 300 metres tres posicions detalls | Paul Colas | Lars Jørgen Madsen                                                                                            | Niels Larsen |
| Rifle lliure, 600 metres detalls                | Paul Colas | Carl Osburn                                                                                                   | John Jackson |
| Carrabina, 25 metres detalls                    | Vilhelm Carlberg                                                                                                   | Johan von Holst                                                                                               | Gideon Ericsson |
| Carrabina, 25 metres per equips detalls         | SuèciaGustaf Boivie · Eric Carlberg · Vilhelm Carlberg · Johan von Holst                                           | Regne UnitWilliam Milne · Joseph Pepé · William Pimm · William Styles                                         | Estats UnitsFrederick Hird · William Leushner · William McDonnell · Warren Sprout                                         |
| Carrabina, 50 metres detalls                    | Frederick Hird | William Milne                                                                                                 | Harold Burt |
| Carrabina, 50 metres per equips detalls         | Regne UnitEdward Lessimore · Robert Murray · Joseph Pepé · William Pimm                                            | SuèciaEric Carlberg · Vilhelm Carlberg · Arthur Nordenswan · Ruben Örtegren                                   | Estats UnitsFrederick Hird · William Leushner · Carl Osburn · Warren Sprout                                               |
| Tir al cérvol, tret simple detalls              | Alfred Swahn | Åke Lundeberg                                                                                                 | Nestori Toivonen |
| Tir al cérvol, doble tret detalls               | Åke Lundeberg | Edward Benedicks                                                                                              | Oscar Swahn |
| Tir al cérvol, tret simple per equips detalls   | SuèciaPer-Olof Arvidsson · Åke Lundeberg · Alfred Swahn · Oscar Swahn                                              | Estats UnitsWilliam Leushner · William Libbey · William McDonnell · Walter Winans                             | FinlàndiaAxel Londen Ernst Rosenqvist Nestori Toivonen Iivar Väänänen                                                     |
| Fossa olímpica detalls                          | James Graham | Alfred Goeldel                                                                                                | Harry Blau |
| Fossa olímpica per equips detalls               | Estats UnitsCharles Billings · Edward Gleason · James Graham · Frank Hall · John Hendrickson · Ralph Spotts        | Regne UnitJohn Butt · William Grosvenor · Harold Humby · Alexander Maunder · Charles Palmer · George Whitaker | Imperi AlemanyAlfred Goeldel · Horst Goeldel · Erland Koch · Albert Preuß · Erich Graf von Bernstorff · Franz von Zedlitz |

## Medaller
| Posició | País           | Or | Argent | Bronze | Total |
| 1       | Suècia         | 7  | 6      | 4      | 17    |
| 2       | Estats Units   | 7  | 4      | 3      | 14    |
| 3       | França         | 2  | 0      | 0      | 2     |
| 4       | Regne Unit     | 1  | 4      | 4      | 9     |
| 5       | Hongria        | 1  | 0      | 0      | 1     |
| 6       | Dinamarca      | 0  | 1      | 2      | 3     |
| 7       | Imperi Alemany | 0  | 1      | 1      | 2     |
| 7       | Noruega        | 0  | 1      | 1      | 2     |
| 7       | Imperi Rus     | 0  | 1      | 1      | 2     |
| 10      | Finlàndia      | 0  | 0      | 2      | 2     |